# وريد ظهراني عميق للقضيب
الوريد الظهراني العميق للقضيب يقع بين اللفافة العميقة للقضيب، ويستقبل الدم من حشفة القضيب والأجسام الكهفية للقضيب، ويسير للخلف في المنتصف بين الشرايين الظهرانية. وقرب جذر القضيب يقوم بالعبور بين جزئي الرباط المعلق ثم يدخل خلال الفتحة بين الرباط المقوس العاني والرباط المستعرض للحوض، حيث يتفرع إلى قسمين، ويتصلان مع الضفيرة الفرجية.
يتصل أيضًا الوريد العميق، مع الوريد الفرجي الغائر أسفل الارتفاق العاني .

## صور إضافية

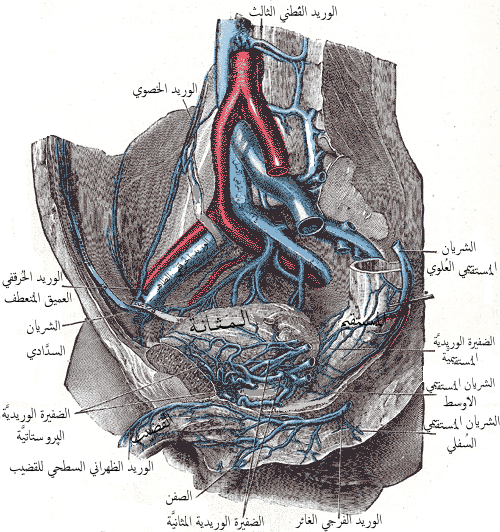
أوردة النصف الأيمن للحوض في الذكر.
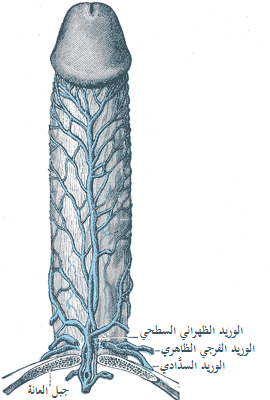
أوردة القضيب.
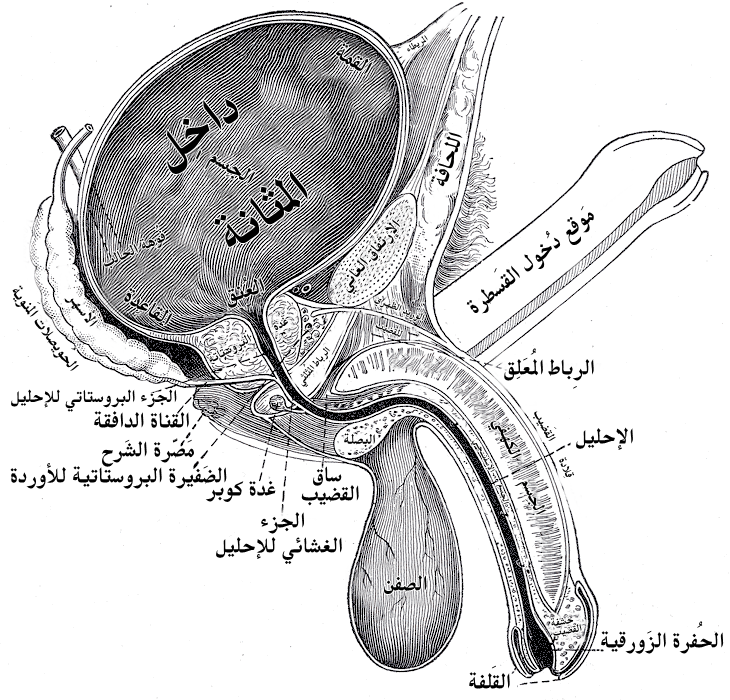
مقطع عمودي للمثانة، القضيب والاحليل.

## وصلات خارجية
- deep+dorsal+vein+of+penis في قاموس إي ميديسين

- أشكال تشريح صني 42:06-02 - "Male urogenital diaphragm."
- درسٌ تشريحي حول perineum مُعدٌ بواسطة ويسلي نورمان (جامعة جورجتاون). (maleugtriangle4)

هذه المقالة تعتمد على مواد ومعلومات ذات ملكية عامة، من الطبعة العشرين لكتاب تشريح جرايز لعام 1918.